# USC Shoah Foundation

Logo der Shoah Foundation

Die Shoah Foundation, vollständig Survivors of the Shoah Visual History Foundation genannt, ist eine 1994 vom US-amerikanischen Regisseur Steven Spielberg gegründete gemeinnützige Organisation in den USA, die nachträglich weltweit und in großem Umfang persönliche Schilderungen von Überlebenden des Holocaust auf Video aufnahm, um sie nachfolgenden Generationen als Unterrichts- und Ausbildungsmaterial zugänglich zu machen. Die Idee dazu ging auf Wünsche von Holocaust-Überlebenden während der Dreharbeiten zu Spielbergs Film Schindlers Liste zurück.
2006 wurde die Shoah Foundation an die University of Southern California (USC) in Los Angeles an das dort gegründete Shoah Foundation Institute for Visual History and Education übergeleitet, das das gesammelte und archivierte Material inzwischen in dessen Visual History Archive zu Forschungs- und Lehrzwecken bereitstellt. Seitdem heißt die Stiftung USC Shoah Foundation.
Der Kurzbegriff Shoah Foundation wird gegenwärtig zum Teil als Bezeichnung für das heutige Shoah Foundation Institute for Visual History and Education weiterverwendet und ist teils auch für dessen Visual History Archive gebräuchlich.

## Geschichte, Aufgaben und Ziele
Während der Dreharbeiten zu Spielbergs Kino-Film Schindlers Liste in Krakau hatten zahlreiche Holocaust-Überlebende den Wunsch geäußert, ihre Lebensgeschichte vor einer Kamera zu erzählen und so für die Nachwelt zu erhalten. Das Ziel der Shoah Foundation war es, so viele Interviews wie möglich mit Überlebenden des Holocaust und Opfern der nazistischen Vernichtungspolitik als Video aufzuzeichnen. Zu den Zeitzeugen gehören rassisch Verfolgte wie Juden, Roma und Sinti, sowie politisch Verfolgte und Angehörige weiterer Verfolgtengruppen. Außerdem wurden Gespräche mit Soldaten aufgezeichnet, die an der Befreiung der Lagerhäftlinge teilgenommen haben, sowie mit Widerstandskämpfern.
Insgesamt wurden nahezu 52.000 Personen aus 56 Ländern in 32 Sprachen interviewt. Die Interviews konnten inzwischen abgeschlossen werden und umfassen Gespräche von etwa 120.000 Stunden Dauer. Dazu gehören auch 931 Interviews in deutscher Sprache. In Österreich wurden insgesamt 188 Personen interviewt, in der Schweiz 75 Personen und in Deutschland 674 Personen, wie zum Beispiel die deutsche Holocaust-Überlebende Ilse Arndt (1913–2003), die im KZ Auschwitz zwangssterilisiert wurde.
Unter den Interviews finden sich auch einige wenige von Überlebenden des Völkermords in Ruanda von 1994 sowie des Massakers von Nanking von 1937.
2006 wurde die Shoah Foundation Teil der University of Southern California (USC), wo das Shoah Foundation Institute for Visual History and Education gegründet wurde.  Nach Abschluss der Interviewphase wurde das Videomaterial digitalisiert, verschlagwortet und über ein Archivierungssystem nutzbar gemacht, um das darin enthaltene Wissen weiterzugeben. Die nahezu 52.000 Video-Interviews wurden über das von dem Institut geschaffene Visual History Archive zugänglich gemacht, wobei die vorgenommene Katalogisierung und Indexierung eine differenzierte Suche nach unterschiedlichen Gesichtspunkten ermöglicht.
Die Interviews mit den Zeitzeugen wurden als Visual History analog zur geschichtswissenschaftlichen Methode der Oral History von eigens geschulten Interviewern geführt und von ebenfalls speziell geschulten Kameraleuten aufgezeichnet. Das Shoah Foundation Institute verfolgt mit der Nutzung des Mediums Video für das Visual History Archive didaktische Ziele, indem das Institut dadurch nach eigener Aussage „der audiovisuell orientierten Jugend einen leichteren Zugang zur Geschichte […] verschaffen und damit die Vermittlung von Toleranz und Menschenrechtserziehung […] fördern“ will.
Bei der Shoah Foundation kann seit 1999 der österreichische Gedenkdienst abgeleistet werden. 2014 hat die Shoah Foundation Andreas Maislinger auch ihre Unterstützung seines Projektes Haus der Verantwortung erklärt.
In Deutschland stellt die Freie Universität Berlin (FU Berlin) seit Dezember 2006 das Material online zur Verfügung, mit Hilfe ihres Center für Digitale Systeme (CeDiS). Als erste Hochschule außerhalb der USA ermöglicht sie damit den Zugriff auf die Datenbank der University of California, auf deren Servern das Archiv liegt.
In Österreich gibt es nach ergebnislosen Versuchen von Kooperationen seit 2014 einen eigenen Zugang an der Universität Wien. Benötigte Daten werden aus Kalifornien geholt und vorübergehend auf einem lokalen Server zwischengespeichert.